# 하울링 (2012년 영화)
《하울링》은 2012년에 개봉한 대한민국의 범죄 영화로, 노나미 아사의 소설 《얼어 붙은 송곳니》를 영화화한 작품이다.

## 줄거리
서울 마포구에서 중년의 베테랑 형사 조상길은 차량 안에서 분신자살한 남자의 사건을 맡게 된다. 승진에 목마른 그는 신참 형사 차은영과 파트너가 되지만 탐탁치 않아 한다. 조사 결과, 자살이 아닌 살인사건으로 밝혀지고, 피해자에게서 발견된 개에게 물린 자국과 지문이 없는 점 등 의문점이 생긴다. 상길은 단독으로 사건을 해결하여 승진하려 하지만, 또 다른 피해자가 늑대나 개에게 물려 사망하는 사건이 발생하면서 수사는 새로운 국면을 맞는다. 은영은 실종자 및 사망자들을 조사하던 중 은퇴한 경찰견 훈련사 민태식의 이름을 알아낸다. 민태식의 집을 급습하지만 그는 도주하고, 늑대개는 도심에서 또 다른 여성을 살해한다. 은영은 경찰견 훈련사들을 탐문하는 과정에서 과거 자살한 강명호의 이름을 발견하고 단독으로 수사에 나선다.
은영은 민태식이 훈련시킨 개 '질풍'이 6명의 살인 대상을 가지고 있으며, 그 중 한 명이 배 형사임을 알게 된다. 또, 희생자들이 민태식의 딸 정아를 성매매에 이용했음을 밝혀낸다. 경찰은 수사를 덮으려 하지만, 은영은 마지막 6번째 살인 대상에 대해 계속 집착한다. 경찰은 결국 개를 사살하기로 하고, 은영과 상길은 이를 이용해 마지막 타겟이 장관임을 알아낸다. 장관은 과거 자신의 청부살인을 했던 민태식의 딸이 아버지의 직업을 알고 있다는 사실을 깨닫고 도주하려 한다. 한편, 은영은 좌천된다.
경찰은 정아의 옷을 이용해 함정을 파지만 실패하고, 은영은 질풍을 따라 장관이 숨어 있는 폐가로 향한다. 결국 상길은 질풍을 쏴 죽이고, 장관은 질풍에게 물려 부상을 입는다. 사건 해결의 공을 인정받아 상길은 승진하고, 은영은 정아의 재활을 돕는다.

## 캐스팅
- 송강호 : 조상길 역
- 이나영 : 차은영 역
- 신정근 : 서반장 역
- 이성민 : 구영철 역
- 임현성 : 김경수 역
- 정진 : 장병구 역
- 장인호 : 이기남 역
- 조영진 : 강명호 역
- 남보라 : 강정아 역
- 권태원 : 최달균 역
- 박선우 : 배용식 역
- 강풍 : 오경일 역
- 정민성 : 남상훈 역
- 이민아 : 송민정 역
- 도기석 : 민태식 역
- 이민호 : 상길 아들 역
- 조용현 : 클럽 디제이 역
- 정인기 : 국과수 연구사 역
- 박민규 : 투견 사회자 역
- 김종구 : 애견 훈련소 소장 역
- 박진우 : 개필구 역
- 김경룡 : 퇴직경찰 역
- 박정률 : 모자남 역
- 진용욱 : 노숙자 역
- 지남혁 : 조폭 1 역
- 김건 : 조폭 2 역
- 배영한 : 강력 6팀 역
- 오영호 : 담당의사 역